# كاسلتون (فيرمونت)
كاسلتون (بالإنجليزية: Castleton, Vermont)‏ هي بلدة تقع بولاية فيرمونت في الولايات المتحدة. تأسست عام 1770، تبلغ مساحتها 109.7 (كم²)، وترتفع عن سطح البحر 198 م، بلغ عدد سكانها 4717 نسمة في عام 2010 حسب إحصاء مكتب تعداد الولايات المتحدة .

## وصلات خارجية
- http://castletonvermont.org/
- The US50 - Cities and Towns in Vermont State
- Vermont Cities and Towns, Facts, Map, Flag, Colleges, Government, and More